# 804 (szám)
A 804 (római számmal: DCCCIV) egy természetes szám.

## A szám a matematikában
A tízes számrendszerbeli 804-es a kettes számrendszerben 1100100100, a nyolcas számrendszerben 1444, a tizenhatos számrendszerben 324 alakban írható fel.
A 804 páros szám, összetett szám, nontóciens szám, Harshad-szám. Kanonikus alakban a 22 · 31 · 671 szorzattal, normálalakban a 8,04 · 102 szorzattal írható fel. Tizenkét osztója van a természetes számok halmazán, ezek növekvő sorrendben: 1, 2, 3, 4, 6, 12, 67, 134, 201, 268, 402 és 804.
Tizennégyszögszám.
Érinthetetlen szám: nem áll elő pozitív egész számok valódiosztóösszeg-függvényeként.